# آمباهی
آمباهی (به لاتین: Ambahy) یک منطقهٔ مسکونی در ماداگاسکار است که در نوسی واریکا واقع شده‌است. آمباهی ۱۰٬۴۶۹ نفر جمعیت دارد و ۱۲ متر بالاتر از سطح دریا واقع شده‌است.